# Brunskog-Mangskogs församling
Brunskog-Mangskogs församling är en församling i Västra Värmlands kontrakt i Karlstads stift. Församlingen ligger i Arvika kommun i Värmlands län och ingår i Arvika pastorat.

## Administrativ historik
Församlingen har medeltida ursprung med namnet Brunskogs församling. Den 28 januari 1616 utbröts Boda församling och 4 juli 1795 utbröts Mangskogs församling. Församlingen var mellan 1 juli 1952 och 1962 uppdelad i två kyrkobokföringsdistrikt: Brunskogs västra kbfd (173302) och Brunskogs östra kbfd (173303).
Församlingen var till den 25 februari 1621 annexförsamling i pastoratet Stavnäs, Värmskog, Glava och Brunskog. Från 25 februari 1621 till 1992 var den moderförsamling i pastoratet Brunskog och Boda som från 4 juli 1705 även omfattade Mangskogs församling. Från 1992 till 2014 var församlingen  moderförsamling i pastoratet Brunskog och Mangskog. Från 2014 ingår församlingen i Arvika pastorat.
2024 införlivades Mangskogs församling  och namnet ändrades då till Brunskog-Mangskogs församling.

## Kyrkor
- Brunskogs kyrka
- Edane kapell
- Mangskogs kyrka från 2024

## Series pastorum
| Verksam   | Namn                        | Levnadstid |
| --------- | --------------------------- | ---------- |
| 1621-1642 | Paulus Nicolai Wermius      | 1570-1642  |
| 1643-1668 | Sveno Andreæ Wibelius       | 1592-1668  |
| 1668-1677 | Nicolaus Pauli Brunskogius  | 1615-1677  |
| 1678-1691 | Ragvaldus Andreae Fagrelius | 1618-1691  |
| 1692-1712 | Brynto Arvikander           |            |
| 1714-1728 | Sven Haquini Rudeen         | 1668-1728  |
| 1730-1762 | Anders Rolander             | 1689-1762  |
| 1763-1788 | Johan Bernhard Unger        | 1717-1788  |
| 1789-1805 | Magnus Unger                | 1747-1805  |
| 1807-1816 | Nils Selldén                | 1759-1831  |
| 1816-1819 | Anders Hammargren           | 1765-      |
| 1819-1821 | Bengt Gustaf Seidelius      | 1762-1823  |
| 1821-1832 | Olof Hassel                 | 1780-1832  |
| 1835-1838 | Erik Carlstrand             | 1793-1838  |
| 1840-1851 | Jonas Unger                 | 1792-1851  |
| 1855-1864 | Per Olof Wigelius           | 1807-      |
| 1864-1891 | Vilhelm Svartengren         | 1805-      |
| 1894-1902 | Peter Werme                 | 1844-1918  |
| 1902-1915 | Anders Emil Molinder        |            |
| 1916-1925 | Sven Johan Fryksenius       |            |
| 1925-1945 | Birger Abmut Svartengren    |            |
| 1945-1967 | Oskar Matias Österling      |            |
| 1967-1982 | Öyvind Midböe               | 1917-      |
| 1982-2008 | Lennart Nilsson             |            |
| 2008-     | Alf Dalberg                 |            |
| 2014-     | Ragnhild Johansson          |            |